# Elezioni comunali in Lombardia del 1997
Il 27 aprile 1997 (con ballottaggio l'11 maggio) e il 16 novembre (con ballottaggio il 30 novembre) in Lombardia si tennero le elezioni per il rinnovo di numerosi consigli comunali.

## Elezioni dell'aprile 1997

### Provincia di Milano

#### Milano
| Candidati                     | Candidati                            | II turno                             | II turno                             | I turno | I turno | Liste                                    | Voti    | %     | Seggi |
| Candidati                     | Candidati                            | Voti                                 | %                                    | Voti    | %       | Liste                                    | Voti    | %     | Seggi |
| ----------------------------- | ------------------------------------ | ------------------------------------ | ------------------------------------ | ------- | ------- | ---------------------------------------- | ------- | ----- | ----- |
|                               | Gabriele Albertini ✔️ Sindaco        | 385 496                              | 53,14                                | 318 063 | 40,71   | Forza Italia-Cristiani Democratici Uniti | 192 814 | 29,79 | 25    |
| Alleanza Nazionale            | Gabriele Albertini ✔️ Sindaco        | 385 496                              | 53,14                                | 318 063 | 40,71   | 77 134                                   | 11,92   | 10    |       |
| Centro Cristiano Democratico  | Gabriele Albertini ✔️ Sindaco        | 385 496                              | 53,14                                | 318 063 | 40,71   | 9 337                                    | 1,44    | 1     |       |
| Partito Federalista           | Gabriele Albertini ✔️ Sindaco        | 385 496                              | 53,14                                | 318 063 | 40,71   | 2 314                                    | 0,36    | –     |       |
| Partito Pensionati            | Gabriele Albertini ✔️ Sindaco        | 385 496                              | 53,14                                | 318 063 | 40,71   | 1 879                                    | 0,29    | –     |       |
|                               | Aldo Fumagalli Romario               | 339 942                              | 46,86                                | 214 728 | 27,48   | Partito Democratico della Sinistra       | 120 999 | 18,69 | 9     |
| Partito Popolare Italiano     | Aldo Fumagalli Romario               | 339 942                              | 46,86                                | 214 728 | 27,48   | 18 239                                   | 2,82    | 1     |       |
| Federazione dei Verdi         | Aldo Fumagalli Romario               | 339 942                              | 46,86                                | 214 728 | 27,48   | 17 148                                   | 2,65    | 1     |       |
| Italia Democratica            | Aldo Fumagalli Romario               | 339 942                              | 46,86                                | 214 728 | 27,48   | 5 929                                    | 0,92    | –     |       |
| Patto per Milano              | Aldo Fumagalli Romario               | 339 942                              | 46,86                                | 214 728 | 27,48   | 3 191                                    | 0,49    | –     |       |
| Seggio di coalizione          | Seggio di coalizione                 | Seggio di coalizione                 | 46,86                                | 214 728 | 27,48   | 1                                        |         |       |       |
|                               | Marco Formentini                     | Marco Formentini                     | Marco Formentini                     | 149 501 | 19,14   | Lega Nord                                | 100 184 | 15,48 | 7     |
| Lavoratori Padani             | Marco Formentini                     | Marco Formentini                     | Marco Formentini                     | 149 501 | 19,14   | 2 141                                    | 0,33    | –     |       |
| Padania Pensione Sicura       | Marco Formentini                     | Marco Formentini                     | Marco Formentini                     | 149 501 | 19,14   | 1 611                                    | 0,25    | –     |       |
| Non Chiudiamo per Tasse       | Marco Formentini                     | Marco Formentini                     | Marco Formentini                     | 149 501 | 19,14   | 1 200                                    | 0,19    | –     |       |
| Seggio di coalizione          | Seggio di coalizione                 | Seggio di coalizione                 | Marco Formentini                     | 149 501 | 19,14   | 1                                        |         |       |       |
|                               | Umberto Gay                          | Umberto Gay                          | Umberto Gay                          | 62 897  | 8,05    | Rifondazione Comunista                   | 59 101  | 9,13  | 3     |
| Seggio di coalizione          | Seggio di coalizione                 | Seggio di coalizione                 | Umberto Gay                          | 62 897  | 8,05    | 1                                        |         |       |       |
|                               | Giorgio Santerini                    | Giorgio Santerini                    | Giorgio Santerini                    | 7 337   | 0,94    | Socialisti Italiani Uniti                | 7 337   | 1,13  | –     |
|                               | Giancarlo Cito                       | Giancarlo Cito                       | Giancarlo Cito                       | 5 879   | 0,75    | Lega d'Azione Meridionale                | 5 539   | 0,86  | –     |
|                               | Tomaso Staiti di Cuddia delle Chiuse | Tomaso Staiti di Cuddia delle Chiuse | Tomaso Staiti di Cuddia delle Chiuse | 5 020   | 0,64    | Movimento Sociale Fiamma Tricolore       | 4 686   | 0,72  | –     |
|                               | Antonio Marinoni                     | Antonio Marinoni                     | Antonio Marinoni                     | 4 864   | 0,62    | Rinnovamento Italiano                    | 4 570   | 0,71  | –     |
|                               | Giorgio Carlo Schultze               | Giorgio Carlo Schultze               | Giorgio Carlo Schultze               | 3 248   | 0,42    | Partito Umanista                         | 2 963   | 0,46  | –     |
|                               | Marco Paolo Alfredo Tordelli         | Marco Paolo Alfredo Tordelli         | Marco Paolo Alfredo Tordelli         | 2 758   | 0,35    | Italia Federale                          | 2 594   | 0,40  | –     |
|                               | Giovanni Bucci                       | Giovanni Bucci                       | Giovanni Bucci                       | 2 005   | 0,26    | FederItalia                              | 1 895   | 0,29  | –     |
|                               | Ugo Sarao                            | Ugo Sarao                            | Ugo Sarao                            | 1 956   | 0,25    | Pensioni e Lavoro                        | 1 864   | 0,29  | –     |
|                               | Giovanni Fabbrini                    | Giovanni Fabbrini                    | Giovanni Fabbrini                    | 1 487   | 0,19    | Fuori dalla Menzogna                     | 1 536   | 0,24  | –     |
|                               | Sergio Bontempelli                   | Sergio Bontempelli                   | Sergio Bontempelli                   | 947     | 0,12    | Città Civile                             | 1 019   | 0,16  | –     |
|                               | Ugo Frisoli                          | Ugo Frisoli                          | Ugo Frisoli                          | 754     | 0,10    | Italia Unita                             | 697     | 0,11  | –     |
| Totale                        | Totale                               | 725 438                              | 100                                  | 781 261 | 100     |                                          | 647 291 | 100   | 60    |
|                               |                                      |                                      |                                      |         |         |                                          |         |       |       |
| Fonte: Ministero dell'interno |                                      |                                      |                                      |         |         |                                          |         |       |       |

#### Cassano d'Adda
| Candidati e Liste                                                                             | Voti   | %      | Seggi |
| --------------------------------------------------------------------------------------------- | ------ | ------ | ----- |
| Sergio Ambrogio Bestetti                                                                      | 5.244  | 47,30  | -     |
| Lega Nord                                                                                     | 4.269  | 43,92  | 12    |
| Giovanni Battista Cantù                                                                       | 3.856  | 34,78  | 1     |
| Partito Democratico della Sinistra                                                            | 1.204  | 12,39  | 2     |
| Partito del Centro (Partito Popolare Italiano-Partito Repubblicano Italiano-Città per l'Uomo) | 946    | 9,73   | 1     |
| Partito della Rifondazione Comunista                                                          | 564    | 5,80   | 1     |
| Federazione dei Verdi                                                                         | 496    | 5,10   | 1     |
| Presenza Socialista                                                                           | 288    | 2,96   | -     |
| Bonifacio Pala                                                                                | 1.528  | 13,78  | 1     |
| Forza Cassano (Forza Italia-CCD-CDU)                                                          | 747    | 7,69   | 1     |
| Alleanza Nazionale                                                                            | 706    | 7,26   | -     |
| Ambrogio Conforti                                                                             | 296    | 2,67   | -     |
| Indipendenti Cascine Cassano Groppello                                                        | 341    | 3,51   | -     |
| Maria Teresa Scotti                                                                           | 163    | 1,47   | -     |
| Pensioni e Lavoro                                                                             | 159    | 1,64   | -     |
| Totale alle liste                                                                             | 9.720  | 100,00 | 18    |
| TOTALE                                                                                        | 11.087 | 100,00 | 20    |

#### Pioltello
| Candidati e Liste                    | Voti   | %      | Seggi |
| ------------------------------------ | ------ | ------ | ----- |
| Mario Arturo De Gaspari              | 7.350  | 39,47  | -     |
| Partito Democratico della Sinistra   | 2.776  | 16,60  | 8     |
| Partito della Rifondazione Comunista | 1.474  | 8,81   | 4     |
| Lista per Pioltello                  | 1.306  | 7,81   | 3     |
| Socialisti Italiani                  | 789    | 4,72   | 2     |
| Partito Popolare Italiano            | 682    | 4,08   | 1     |
| Santo Orsi                           | '5.675 | 30,48  | 1     |
| Forza Italia-CCD-CDU                 | 3.637  | 21,74  | 5     |
| Alleanza Nazionale                   | 984    | 5,88   | 1     |
| Lista Civica Picone                  | 693    | 4,14   | 1     |
| Uniti per la Lombardia               | 178    | 1,06   | -     |
| Alberto Torre                        | 5.024  | 26,98  | 1     |
| Lega Nord                            | 3.247  | 19,41  | 3     |
| Pioltello Viva                       | 491    | 2,94   | -     |
| Franco Gironi                        | 572    | 3,07   | -     |
| Partito Socialista                   | 470    | 2,81   | -     |
| Totale alle liste                    | 16.727 | 100,00 | 28    |
| TOTALE                               | 18.621 | 100,00 | 30    |

#### Trezzano sul Naviglio
| Candidati e Liste                       | Voti   | %      | Seggi |
| --------------------------------------- | ------ | ------ | ----- |
| Luisella Pirani                         | 4.858  | 42,84  | -     |
| Forza Italia-CCD-CDU                    | 2.463  | 24,46  | 7     |
| Alleanza Nazionale                      | 1.087  | 10,79  | 3     |
| Uomini Sì Partiti No                    | 530    | 5,26   | 1     |
| Polo dei Cittadini Insieme per Trezzano | 328    | 3,26   | 1     |
| Nadir Tedeschi                          | 3.435  | 30,29  | 1     |
| Partito Democratico della Sinistra      | 1.670  | 16,58  | 3     |
| Partito della Rifondazione Comunista    | 719    | 7,14   | 1     |
| Ulivo per Trezzano (PPI-PRI-RI)         | 411    | 4,08   | -     |
| Rinnovamento per Trezzano               | 180    | 1,79   | -     |
| Ivano Eugenio Padovani                  | 1.984  | 17,49  | 1     |
| Trezzano Nostra-Padovani                | 578    | 5,74   | 1     |
| Federazione dei Verdi-Altri             | 571    | 5,67   | -     |
| Socialisti Uniti (SI-PS-Laburisti)      | 546    | 5,42   | -     |
| Giovanni Battista Pellegrini            | 1.064  | 9,38   | 1     |
| Lega Nord                               | 988    | 9,81   | -     |
| Totale alle liste                       | 10.071 | 100,00 | 17    |
| TOTALE                                  | 11.341 | 100,00 | 20    |

#### Vimercate
| Candidati e Liste                    | Voti   | %      | Seggi |
| ------------------------------------ | ------ | ------ | ----- |
| Enrico Brambilla                     | 7.599  | 45,51  | -     |
| Partito Democratico della Sinistra   | 3.105  | 21,74  | 6     |
| Partito Popolare Italiano            | 2.561  | 17,93  | 5     |
| Movimento per Vimercate              | 578    | 4,05   | 1     |
| Ernesto Bianco                       | 3.998  | 23,95  | 1     |
| Forza Italia                         | 2.094  | 14,66  | 2     |
| Alleanza Nazionale                   | 985    | 6,90   | 1     |
| Uniti per Vimercate                  | 550    | 3,85   | -     |
| Andrea Flumiani                      | 3.630  | 21,74  | 1     |
| Lega Nord                            | 2.948  | 20,64  | 2     |
| Giovanna Casati                      | 1.106  | 6,62   | 1     |
| Partito della Rifondazione Comunista | 1.105  | 7,74   | -     |
| Giuseppe Pantò                       | 363    | 2,17   | -     |
| Sì per Vimercate                     | 356    | 2,49   | -     |
| Totale alle liste                    | 14.282 | 100,00 | 17    |
| TOTALE                               | 16.696 | 100,00 | 20    |

### Bergamo

#### Treviglio
| Candidati e Liste                                       | Voti   | %      | Seggi |
| ------------------------------------------------------- | ------ | ------ | ----- |
| Luigi Minuti                                            | 7.845  | 47,20  | -     |
| Insieme per Treviglio Futura (PDS-PPI-SI-Verdi-La Rete) | 4.261  | 29,95  | 9     |
| Città Nuova                                             | 1.022  | 7,18   | 2     |
| Partito della Rifondazione Comunista                    | 796    | 5,60   | 1     |
| Flavio Bregant                                          | 4.992  | 30,04  | 1     |
| Polo per Treviglio (FI-AN-CCD-CDU)                      | 3.134  | 22,03  | 3     |
| Treviglio Libera (PS-PSDI-Lista Pannella)               | 1.459  | 10,26  | 1     |
| Partito Pensionati                                      | 220    | 1,55   | -     |
| Franco Colleoni                                         | 3.783  | 22,76  | 1     |
| Lega Nord                                               | 3.256  | 22,89  | 2     |
| Non Chiudiamo per Tasse                                 | 78     | 0,55   | -     |
| Totale alle liste                                       | 14.226 | 100,00 | 18    |
| TOTALE                                                  | 16.620 | 100,00 | 20    |

### Lecco

#### Lecco
| Candidati e Liste                  | Voti   | %      | Seggi |
| ---------------------------------- | ------ | ------ | ----- |
| Lorenzo Bodega                     | 8.744  | 29,75  | -     |
| Lega Nord                          | 6.537  | 27,27  | 24    |
| Artigiani Commercianti Industriali | 150    | 0,63   | -     |
| Gianfranco Scotti                  | 11.302 | 38,45  | 1     |
| Partito Democratico della Sinistra | 3.802  | 15,86  | 4     |
| Partito Popolare Italiano          | 2.957  | 12,33  | 3     |
| Rifondazione Comunista             | 1.568  | 6,54   | 1     |
| Federazione dei Verdi              | 1.212  | 5,06   | 1     |
| Alberto Erba                       | 7.944  | 27,02  | 1     |
| Forza Italia - CDU                 | 4.760  | 19,85  | 4     |
| Alleanza Nazionale - CCD           | 1.770  | 7,38   | 1     |
| Alfredo Piatti                     | 690    | 2,35   | -     |
| Socialisti Laici Riformisti        | 639    | 2,67   | -     |
| Giovanni Carlo Scotti              | 498    | 1,69   | -     |
| Italia Federale                    | 402    | 1,68   | -     |
| Adolfo Ciampitti                   | 218    | 0,74   | -     |
| Sveglia Italia                     | 177    | 0,74   | -     |
| Totale alle liste                  | 23.974 | 100,00 | 38    |
| TOTALE                             | 29.396 | 100,00 | 40    |

Fonte: Ministero dell'Interno

### Mantova

#### Viadana
| Candidati e Liste                                        | Voti   | %      | Seggi |
| -------------------------------------------------------- | ------ | ------ | ----- |
| Luigi Meneghini                                          | 3.216  | 29.71  | -     |
| Lega Nord                                                | 2.915  | 29,51  | 12    |
| Mario Culpo                                              | 3.845  | 35,53  | 1     |
| Partito Democratico della Sinistra                       | 1.894  | 19,18  | 3     |
| Partito della Rifondazione Comunista                     | 607    | 6,15   | 1     |
| Partito Popolare Italiano                                | 449    | 4,55   | -     |
| Socialisti Italiani                                      | 339    | 3,43   | -     |
| Viadana Solidale                                         | 234    | 2,37   | -     |
| Daniele Sacchi                                           | 2.159  | 19,95  | 1     |
| Forza Italia                                             | 889    | 9,00   | 1     |
| Alleanza Nazionale                                       | 710    | 7,19   | -     |
| Centro Cristiano Democratico-Cristiani Democratici Uniti | 325    | 3,29   | -     |
| Alleanza Democratica                                     | 107    | 1,08   | -     |
| Mario Bozzolini                                          | 946    | 8,74   | 1     |
| Terra Economia e Civiltà                                 | 602    | 6,09   | -     |
| Non Solo Verdi                                           | 180    | 1,82   | -     |
| Annunciata Paganelli Gorni                               | 657    | 6,07   | -     |
| Noi per Viadana                                          | 626    | 6,34   | -     |
| Totale alle liste                                        | 9.877  | 100,00 | 17    |
| TOTALE                                                   | 10.823 | 100,00 | 20    |

### Varese

#### Samarate
| Candidati e Liste                               | Voti   | %      | Seggi |
| ----------------------------------------------- | ------ | ------ | ----- |
| Renato Chilin                                   | 4.279  | 42,54  | -     |
| Lega Nord                                       | 3.811  | 41,88  | 12    |
| Anselmo Pietro Bosello                          | 2.695  | 26,79  | 1     |
| L'Ulivo                                         | 1.750  | 19,23  | 2     |
| Partito della Rifondazione Comunista            | 716    | 7,87   | 1     |
| Valter Puricelli                                | 2.100  | 20,88  | 1     |
| Forza Italia-Cristiani Democratici Uniti        | 1.412  | 15,52  | 2     |
| Alleanza Nazionale-Centro Cristiano Democratico | 506    | 5,56   | -     |
| Luigino Portalupi                               | 984    | 9,78   | 1     |
| Lista Samarate                                  | 905    | 9,95   | -     |
| Totale alle liste                               | 9.100  | 100,00 | 17    |
| TOTALE                                          | 10.058 | 100,00 | 20    |

## Elezioni del novembre 1997

### Milano

#### Arcore
| Candidati e Liste                                        | Voti   | %      | Seggi |
| -------------------------------------------------------- | ------ | ------ | ----- |
| Antonio Nava                                             | 4.231  | 39,63  | -     |
| Partito Democratico della Sinistra                       | 1.403  | 14,73  | 5     |
| Partito Popolare Italiano                                | 711    | 7,46   | 3     |
| Partito della Rifondazione Comunista                     | 632    | 6,63   | 2     |
| Progresso e Solidarietà                                  | 344    | 3,61   | 1     |
| Verdi Alternativi                                        | 295    | 3,10   | 1     |
| Socialisti Italiani                                      | 203    | 2,13   | -     |
| Attilio Cazzaniga                                        | 4.023  | 37,68  | 1     |
| Forza Italia                                             | 2.430  | 25,50  | 5     |
| Alleanza Nazionale                                       | 759    | 7,97   | 1     |
| Centro Cristiano Democratico-Cristiani Democratici Uniti | 523    | 5,49   | -     |
| Enrico Perego                                            | 1.808  | 16,94  | 1     |
| Lega Nord                                                | 1.675  | 17,58  | 1     |
| Elisabetta Di Tella                                      | 614    | 5,75   | -     |
| Arcore per Arcore                                        | 553    | 5,80   | -     |
| Totale alle liste                                        | 9.528  | 100,00 | 18    |
| TOTALE                                                   | 10.676 | 100,00 | 20    |

#### Garbagnate Milanese
| Candidati e Liste                               | Voti   | %      | Seggi |
| ----------------------------------------------- | ------ | ------ | ----- |
| Pier Mauro Pioli                                | 9.279  | 55,99  | -     |
| Partito Democratico della Sinistra              | 4.130  | 27,31  | 11    |
| Partito della Rifondazione Comunista            | 1.835  | 14,95  | 3     |
| Partito Popolare Italiano                       | 1.121  | 9,13   | 2     |
| Repubblicani e Democratici per Garbagnate       | 187    | 1,52   | -     |
| Giuseppe Brivio                                 | 2.685  | 16,20  | 1     |
| Forza Italia-Centro Cristiano Democratico       | 1.560  | 12,71  | 2     |
| Alleanza Nazionale                              | 686    | 5,59   | -     |
| Carlo Arosio                                    | 1.706  | 10,29  | 1     |
| Innovare e Partecipare                          | 647    | 5,27   | 1     |
| Federazione dei Verdi                           | 567    | 4,62   | -     |
| Paolo Lazzati                                   | 1.663  | 10,03  | 1     |
| Centro Democratico Popolare                     | 752    | 6,13   | -     |
| Federazione Civica Lombarda-Lista dei Cittadini | 398    | 3,24   | -     |
| Antonio Carcano                                 | 1.240  | 7,48   | 1     |
| Lega Nord                                       | 1.119  | 9,12   | -     |
| Totale alle liste                               | 12.276 | 100,00 | 16    |
| TOTALE                                          | 16.573 | 100,00 | 20    |

#### Legnano
| Candidati e Liste                                        | Voti   | %      | Seggi |
| -------------------------------------------------------- | ------ | ------ | ----- |
| Maurizio Cozzi                                           | 10.207 | 31,25  | -     |
| Forza Italia-Cristiani Democratici Uniti-Patto Segni     | 4.724  | 16,76  | 10    |
| Alleanza Nazionale                                       | 2.212  | 7,89   | 5     |
| Centro Cristiano Democratico-Rinascita Socialdemocratica | 1.022  | 3,65   | 2     |
| Socialisti per Legnano                                   | 719    | 2,57   | 1     |
| Salvatore Forte                                          | 9.871  | 30,22  | 1     |
| L'Ulivo                                                  | 6.594  | 23,53  | 3     |
| Partito della Rifondazione Comunista                     | 1.776  | 6,34   | 1     |
| Roberto Legnani                                          | 6.451  | 19,75  | 1     |
| Lega Nord                                                | 6.011  | 21,45  | 3     |
| Marco Turri                                              | 5.323  | 16,30  | 1     |
| Turri per Legnano                                        | 4.200  | 14,99  | 2     |
| Carlo Grancini                                           | 456    | 1,40   | -     |
| Nuove Frontiere                                          | 406    | 1,45   | -     |
| Alessandro Usseglio                                      | 358    | 1,10   | -     |
| Movimento Sociale Fiamma Tricolore                       | 357    | 1,27   | -     |
| Totale alle liste                                        | 28.021 | 100,00 | 27    |
| TOTALE                                                   | 32.666 | 100,00 | 30    |

#### Meda
| Candidati e Liste                                                     | Voti   | %      | Seggi |
| --------------------------------------------------------------------- | ------ | ------ | ----- |
| Giorgio Taveggia                                                      | 6.308  | 46,20  | -     |
| Lega Nord                                                             | 5.742  | 47,38  | 12    |
| Fausto Valtorta                                                       | 3.403  | 24,92  | 1     |
| Forza Italia-Centro Cristiano Democratico-Cristiani Democratici Uniti | 2.044  | 16,86  | 2     |
| Alleanza Nazionale                                                    | 712    | 5,87   | 1     |
| Adalberto Notarpietro                                                 | 2.988  | 21,88  | 1     |
| Insieme per Meda-Ulivo (PDS-PPI-SI-PRI-Laburisti)                     | 2.063  | 17,02  | 2     |
| Partito della Rifondazione Comunista                                  | 642    | 5,30   | -     |
| Dario Colombo                                                         | 955    | 6,99   | 1     |
| Pro Meda                                                              | 917    | 7,57   | -     |
| Totale alle liste                                                     | 12.120 | 100,00 | 17    |
| TOTALE                                                                | 13.654 | 100,00 | 20    |

#### Monza
| Candidati e Liste                        | Voti   | %      | Seggi |
| ---------------------------------------- | ------ | ------ | ----- |
| Roberto Colombo                          | 28.609 | 38,24  | -     |
| Forza Italia-Cristiani Democratici Uniti | 16.930 | 26,65  | 17    |
| Alleanza Nazionale                       | 5.529  | 8,70   | 5     |
| Lista Monza                              | 1.298  | 2,04   | 1     |
| Centro Cristiano Democratico             | 1.149  | 1,81   | 1     |
| Ambrogio Moccia                          | 26.950 | 36,03  | 1     |
| Partito Democratico della Sinistra       | 9.398  | 14,79  | 5     |
| Con Moccia per Monza                     | 6.690  | 10,53  | 3     |
| Partito della Rifondazione Comunista     | 3.212  | 5,06   | 1     |
| Monza al Centro (PPI-PRI)                | 2.898  | 4,56   | 1     |
| Federazione dei Verdi                    | 1.032  | 1,62   | -     |
| Socialisti Italiani                      | 643    | 1,01   | -     |
| Marco Mariani                            | 16.400 | 21,92  | 1     |
| Lega Nord                                | 11.665 | 18,36  | 4     |
| Lista Teodolinda                         | 487    | 0,77   | -     |
| Luigi Peronetti                          | 1.931  | 2,58   | -     |
| Lista Civica Arengario                   | 1.780  | 2,80   | -     |
| Oscar Clemencigh                         | 917    | 1,23   | -     |
| Movimento Sociale Fiamma Tricolore       | 823    | 1,30   | -     |
| Totale alle liste                        | 63.534 | 100,00 | 38    |
| TOTALE                                   | 74.807 | 100,00 | 40    |

### Como

#### Cantù
| Candidati e Liste                        | Voti   | %      | Seggi |
| ---------------------------------------- | ------ | ------ | ----- |
| Edgardo Arosio                           | 8.032  | 37,51  | -     |
| Lega Nord                                | 7.355  | 38,71  | 18    |
| Luciano Acquarone                        | 6.558  | 30,62  | 1     |
| L'Ulivo                                  | 4.307  | 22,67  | 4     |
| Partito della Rifondazione Comunista     | 935    | 4,92   | 1     |
| Viva Cantù                               | 602    | 3,17   | -     |
| Umberto Cappelletti                      | 6.305  | 29,44  | 1     |
| Forza Italia-Cristiani Democratici Uniti | 4.067  | 21,41  | 4     |
| Alleanza Nazionale                       | 1.269  | 6,68   | 1     |
| Luigi Maino                              | 520    | 2,43   | -     |
| Cantù Autonomista                        | 464    | 2,44   | -     |
| Totale alle liste                        | 18.999 | 100,00 | 28    |
| TOTALE                                   | 21.415 | 100,00 | 30    |

### Cremona

#### Crema
| Candidati e Liste                                        | Voti   | %      | Seggi |
| -------------------------------------------------------- | ------ | ------ | ----- |
| Claudio Ceravolo                                         | 10.193 | 44,20  | -     |
| Alleanza Progressista                                    | 3.003  | 15,93  | 7     |
| Partito Popolare Italiano                                | 2.570  | 13,64  | 6     |
| Partito della Rifondazione Comunista                     | 1.628  | 8,64   | 3     |
| Socialisti Uniti                                         | 558    | 2,96   | 1     |
| Federazione dei Verdi                                    | 503    | 2,67   | 1     |
| Ferrante Benvenuti                                       | 6.399  | 27,75  | 1     |
| Forza Italia                                             | 2.593  | 13,76  | 3     |
| Centro Cristiano Democratico-Cristiani Democratici Uniti | 1.650  | 8,75   | 2     |
| Alleanza Nazionale                                       | 1.374  | 7,29   | 1     |
| Cesare Giovinetti                                        | 5.003  | 21,70  | 1     |
| Lega Nord                                                | 3.395  | 18,01  | 3     |
| Terra Padana                                             | 308    | 1,63   | -     |
| Alberto Moruzzi                                          | 1.465  | 6.35   | 1     |
| Crema al Centro                                          | 1.265  | 6,71   | -     |
| Totale alle liste                                        | 18.847 | 100,00 | 27    |
| TOTALE                                                   | 23.060 | 100,00 | 30    |

### Varese

#### Varese
| Candidati e Liste                  | Voti   | %      | Seggi |
| ---------------------------------- | ------ | ------ | ----- |
| Aldo Fumagalli                     | 16.957 | 33,54  | -     |
| Lega Nord                          | 16.311 | 35,39  | 24    |
| Riccardo Broggini                  | 16.780 | 33,19  | 1     |
| Forza Italia                       | 7.441  | 16,14  | 4     |
| CCD - CDU                          | 4.523  | 9,81   | 2     |
| Alleanza Nazionale                 | 2.788  | 6,05   | 1     |
| Ermanno Montoli                    | 15.110 | 29,88  | 1     |
| Partito Democratico della Sinistra | 4.613  | 10,01  | 3     |
| Rifondazione Comunista             | 3.379  | 7,33   | 2     |
| Per Varese                         | 2.419  | 5,25   | 1     |
| Partito Popolare Italiano          | 2.202  | 4,78   | 1     |
| Federazione dei Verdi              | 851    | 1,85   | -     |
| Ettore Maccapani                   | 962    | 1,90   | -     |
| Fiamma Tricolore                   | 898    | 1,95   |       |
| Giuseppe Negro                     | 752    | 1,49   | -     |
| Italia Futura                      | 666    | 1,44   | -     |
| Totale alle liste                  | 46.091 | 100,00 | 38    |
| TOTALE                             | 50.561 | 100,00 | 40    |

Fonte: Ministero dell'Interno

#### Busto Arsizio
| Candidati e Liste                                    | Voti   | %      | Seggi |
| ---------------------------------------------------- | ------ | ------ | ----- |
| Gianfranco Tosi                                      | 20.958 | 43,62  | -     |
| Lega Nord                                            | 19.890 | 43,92  | 18    |
| Gianfranco Bottini                                   | 12.712 | 26,46  | 1     |
| Forza Italia-Cristiani Democratici Uniti-Patto Segni | 8.239  | 18,19  | 4     |
| Alleanza Nazionale-Centro Cristiano Democratico      | 3.399  | 7,51   | 1     |
| Polo Cittadini                                       | 215    | 0,47   | -     |
| Walter Picco Bellazzi                                | 10.887 | 22,66  | 1     |
| Partito Democratico della Sinistra                   | 5.902  | 13,03  | 3     |
| Partito Popolare Italiano                            | 2.439  | 5,39   | 1     |
| Partito della Rifondazione Comunista                 | 1.856  | 4,10   | 1     |
| Giuseppe Mancini                                     | 1.537  | 3,20   | -     |
| Lista Mancini                                        | 1.242  | 2,74   | -     |
| Francesco D'Addetta                                  | 622    | 1,29   | -     |
| Partito Socialista                                   | 589    | 1,30   | -     |
| Totale alle liste                                    | 45.284 | 100,00 | 28    |
| TOTALE                                               | 48.051 | 100,00 | 30    |

#### Cassano Magnago
| Candidati e Liste                    | Voti   | %      | Seggi |
| ------------------------------------ | ------ | ------ | ----- |
| Domenico Uslenghi                    | 7.165  | 52,58  | -     |
| Lega Nord                            | 6.528  | 52,81  | 12    |
| Luigi Regalia                        | 4.189  | 30,74  | 1     |
| L'Ulivo                              | 2.431  | 19,67  | 3     |
| Partito della Rifondazione Comunista | 1.180  | 9,55   | 1     |
| Massimo Trevisol                     | 2.274  | 16,69  | 1     |
| Polo per le Libertà                  | 2.223  | 17,98  | 2     |
| Totale alle liste                    | 12.362 | 100,00 | 18    |
| TOTALE                               | 13.628 | 100,00 | 20    |

#### Gallarate
| Candidati e Liste                               | Voti   | %      | Seggi |
| ----------------------------------------------- | ------ | ------ | ----- |
| Angelo Raffaele Greco                           | 8.682  | 30,41  | -     |
| Forza Italia-Cristiani Democratici Uniti        | 5.808  | 22,35  | 13    |
| Alleanza Nazionale-Centro Cristiano Democratico | 2.068  | 7,96   | 5     |
| Luca Raffaello Perfetti                         | 7.464  | 26,14  | 1     |
| Partito Democratico della Sinistra              | 2.590  | 9,96   | 2     |
| Partito della Rifondazione Comunista            | 1.917  | 7,38   | 1     |
| Partito Popolare Italiano                       | 1.476  | 5,68   | 1     |
| Democratici per Gallarate (PRI-Verdi)           | 501    | 1,93   | -     |
| Ambiente e Solidarietà                          | 353    | 1,36   | -     |
| Roberto Borgo                                   | 7.045  | 24,67  | 1     |
| Lega Nord                                       | 6.547  | 25,19  | 4     |
| Angelo Luini                                    | 3.604  | 12,62  | 1     |
| Vivi Gallarate                                  | 3.084  | 11,87  | 1     |
| Salvatore Cosco                                 | 922    | 3,23   | -     |
| Lista Civica per Gallarate                      | 837    | 3,22   | -     |
| Franco Casella                                  | 835    | 2,92   | -     |
| Socialisti Italiani-Partito Socialista          | 810    | 3,12   | -     |
| Totale alle liste                               | 25.991 | 100,00 | 27    |
| TOTALE                                          | 28.552 | 100,00 | 30    |

#### Tradate
| Candidati e Liste                    | Voti   | %      | Seggi |
| ------------------------------------ | ------ | ------ | ----- |
| Dario Galli                          | 5.954  | 57,44  | -     |
| Lega Nord                            | 5.374  | 56.65  | 12    |
| Alfredo Visconti                     | 1.937  | 18.69  | 1     |
| L'Ulivo                              | 1.386  | 14,61  | 3     |
| Partito della Rifondazione Comunista | 402    | 4,24   | -     |
| Marco Ripamonti                      | 1.157  | 11,16  | 1     |
| Polo per le Libertà                  | 1.121  | 11,82  | 1     |
| Carlo Uslenghi                       | 930    | 8,97   | 1     |
| Città Nuova                          | 837    | 8,82   | -     |
| Fabrizio Piacentini                  | 388    | 3,74   | -     |
| Insieme Indipendenti                 | 366    | 3,86   | -     |
| Totale alle liste                    | 9.486  | 100,00 | 17    |
| TOTALE                               | 10.366 | 100,00 | 20    |